# Appareil génital féminin
L'appareil génital féminin intervient dans les fonctions reproductives et sexuelles de la femme. Il est composé de la vulve, du vagin, de l'utérus, des trompes et des ovaires. La partie de l'appareil reproducteur située à l'intérieur du corps est dite tractus génital féminin. Le tractus génital abrite une microflore spécifique et possède naturellement des « systèmes de défenses variés, complémentaires, additifs voire synergiques, contre le risque infectieux », avec des « défenses non immunes, pré-immunes et immunes ».

## Description

Anatomie vue en perspective.
Anatomie vue de côté.
Anatomie interne, vue de face.
Anatomie externe, vue de face.

Planches anatomiques des organes génitaux féminins.

### Vulve
La vulve est une région située dans le périnée. Elle inclut plusieurs structures : le mont du pubis, les grandes lèvres, les petites lèvres, le clitoris, le gland du clitoris, le vestibule vulvaire,  et les glandes vestibulaires majeures.

#### Clitoris
Le clitoris, malgré quelques hypothèses faites pour justifier de son existence sur des bases évolutionnistes, n'est généralement pas considéré comme jouant un rôle dans la fonction reproductrice. D'une structure complexe, présentant de fortes analogies avec le pénis, il devient tumescent sous l'effet de l'excitation sexuelle. Sa partie visible, le gland du clitoris, est très fortement innervée. Il joue un grand rôle dans le plaisir sexuel. Outre le gland et le corps du clitoris, il comporte deux piliers et deux bulbes dits vestibulaires ou clitoridiens.

### Vagin
Le vagin est un tube fibromusculaire étendu du vestibule vulvaire à l'utérus et situé entre la vessie et l'urètre en avant, et le rectum et le canal anal en arrière.

### Utérus
L'utérus est un organe musculaire situé dans le petit bassin entre la vessie en avant et le rectum en arrière. Il est divisé en deux régions continues, le corps en haut et le col en bas. Le col s'ouvre en bas sur le vagin, tandis que le corps communique en haut de chaque côté avec les trompes. Au cours de la grossesse, l'utérus s'accroît en taille et empiète dans l'abdomen.

### Tubes utérins
Les tubes utérins sont deux conduits situés de chaque côté de l'utérus. Chacun se dirige latéralement et vers le haut pour s'ouvrir dans la cavité abdominale à proximité de l'ovaire du même côté.

### Ovaires
Les ovaires sont les gonades de la femme. Ils sont situés de chaque côté de l'utérus à proximité de la paroi du petit bassin. Ils sont responsables de la production des ovules, et des hormones telles que l'estradiol et la progestérone.

## Fonctionnement

### Fonction hormonale
Le cycle menstruel est l'ensemble des phénomènes physiologiques, survenant le plus souvent de façon périodique, qui préparent l'organisme feminin à une éventuelle fécondation.
La connaissance du cycle menstruel est importante pour aborder l'étude des troubles de la menstruation, dans l'exploration de l'infertilité et dans la mise en œuvre des techniques de procréation médicalement assistées.

### Fonction reproductrice
- la fécondation, pour les êtres humains, est le stade de la reproduction sexuée consistant en une fusion des gamètes mâle et femelle en une cellule unique nommée zygote.
- la grossesse est l'état d'une femme enceinte, c'est-à-dire portant un embryon ou un fœtus humain, en principe au sein de l'utérus, qui est dit gravide. En général, elle fait suite à un rapport sexuel, débute selon le point de vue à partir de la fécondation (fusion d'un ovule et d'un spermatozoïde) ou de la nidation (implantation de l'embryon dans l'utérus), et se déroule jusqu'à l'expulsion de l'organisme engendré.
- l'accouchement est l'action de mettre un enfant au monde. En pratique il existe deux types d'accouchements : l'accouchement naturel dit par voie basse et l'accouchement par césarienne.

## Médecine
La gynécologie est une spécialité médico-chirurgicale qui s'occupe de la physiologie et des maladies de l'appareil génital féminin. Le médecin spécialisé pratiquant la gynécologie s'appelle un gynécologue. Cette spécialité peut aussi être pratiquée par une sage-femme. La spécialité des aspects médicaux pour les hommes s'appelle quant à elle l'andrologie.

### Chirurgie
- la chirurgie gynécologique est une chirurgie qui s'intéresse aux organes génitaux de la femme : vulve, vagin, utérus et ses annexes (ovaires et trompes).
- la génitoplastie est l'application de techniques de chirurgie plastique aux organes génitaux et périphériques. Elle peut être reconstructive pour réparer des blessures, des lésions consécutives aux traitements contre le cancer. Elle est également pratiquée pour faire correspondre les organes génitaux des personnes ayant une variation du développement sexuel d'origine congénitale ou hormonale à une norme esthétique subjective définie par le corps médical[7].
- l'hyménoplastie est une opération médicale pratiquée par un gynécologue ou par un chirurgien esthétique, elle permet la reconstitution définitive de l'hymen.
- l'hystérectomie est un acte chirurgical qui consiste à enlever l'utérus, en entier ou seulement une partie. Il peut également impliquer la suppression du col de l'utérus, des ovaires, des tubes utérins.
- la labiaplastie est une intervention de chirurgie plastique sur les grandes lèvres et / ou les petites lèvres, qui sont des replis externes de la peau entourant les structures de la vulve.
- la vaginoplastie est une opération de chirurgie plastique reconstructive destinée à corriger les défauts et les malformations du canal vaginal et de ses muqueuses ou des structures vulvo-vaginales qui peuvent être absentes ou endommagées à cause d'une maladie congénitale (par exemple dans le cas de l'atrésie vaginale) ou dans d'autres cas plus spécifiques (traumatisme physique, dysphorie de genre, cancer, etc.).

## Maladies
- la  vaginite est une inflammation de la vulve, du vagin ou des deux, ou un écoulement vaginal anormal non attribuable à une cervicite. Contrairement à une idée reçue, la vaginite est rarement en rapport avec une infection sexuellement transmissible (IST). Le protozoaire Trichomonas vaginalis est le seul agent sexuellement transmissible connu à causer une vulvo-vaginite et ne représente que 5 % des causes de vaginite. Mais la fréquence des consultations pour cette pathologie constitue néanmoins un moment important de l’évaluation des femmes à risque d'infection sexuelle.
- la vaginite candidosique est une vaginite par une mycose le plus souvent Candida albicans. Cette dernière se trouve la plupart du temps dans le vagin et le système digestif et ne provoque pas de troubles. Néanmoins, quand l'organisme est confronté à certains éléments, l'équilibre de la région vaginale est modifié, et le champignon peut alors se multiplier et entraîner une candidose.
- la vaginose est un déséquilibre de la flore microbienne du vagin. Elle se caractérise par la disparition des lactobacilles et la multiplication de germes anaérobies tels que le Gardnerella vaginalis. Il ne s'agit pas d'une infection sexuellement transmissible. Elle témoigne plutôt d'un déséquilibre de la flore vaginale avec disparition de l'effet protecteur du bacille de Döderlein.
- la bartholinite est une inflammation de la glande vestibulaire majeure ou de ses canaux excréteurs.
- la cervicite est une inflammation du col de l'utérus d'origine virale, bactérienne, ou parasitaire.
- l'endométriose est une maladie chronique liée à la présence de tissu semblable à la muqueuse utérine en dehors de l’utérus. Elle peut provoquer des douleurs souvent invalidantes, des problèmes d'infertilité[8] et de nombreux autres symptômes. On observe ce phénomène principalement dans la cavité péritonéale et au niveau des ovaires. Ce tissu ectopique peut également être retrouvé sur les organes digestifs, dont le rectum, sur la vessie, voire sur les reins, le diaphragme, le péritoine et exceptionnellement dans les poumons, les tissus mous, les os et le cerveau[9]. Le tissu endométrial est hormono-sensible. Comme l'endomètre, il suit le cycle menstruel.
- l'endométrite est une infection de l'endomètre. Elle fait le plus souvent suite à l'accouchement, mais elle peut aussi être causée par un geste endo-utérin (interruption volontaire de grossesse, hystérosalpingographie). L’endométrite du post-partum est une complication infectieuse commune de l’accouchement. Le premier signe en est la fièvre. Son diagnostic et son traitement permettent d’éviter l’extension de l’infection au péritoine et au pelvis.
- la salpingite est une inflammation d'un, ou plus souvent des deux tubes utérins. Il s'agit d'une infection utéro-annexielle fréquente, profonde et potentiellement grave. Elle est souvent secondaire à une infection génitale basse sexuellement transmissible. Elle survient surtout chez la femme jeune sans enfant, avec un risque de stérilité.
- l'infection post-partum de l' utérus peut être causée par des bactéries peu de temps après un accouchement. Elle provoque entre autres une douleur dans le bas de l'abdomen, une forte (parfois faible) fièvre et des pertes malodorantes. Généralement ces infections arrivent si les membranes du sac amniotique sont infectées[10].

### Kystes
Certains organes féminins sont sujets à des maladies, notamment les ovaires, sujets à des kystes organiques qui ne régressent pas spontanément et, quoique généralement bénins, peuvent devoir être retirés chirurgicalement.

### Cancers
- le cancer de la vulve est une excroissance de tissu maligne et invasive dans la vulve. Cette maladie constitue 0,6 % de tous les diagnostics de cancer[14]. Les grandes lèvres sont le site le plus habituel de cette maladie, puisqu'environ 50 % de tous les cas s'y développent, suivie par les petites lèvres[15].
- le cancer du col utérin est un cancer invasif qui se développe à partir de l'épithélium malpighien du col de l'utérus. Le cancer du col de l'utérus ne se développe que très lentement mais dans une immense majorité des cas après une infection persistante par un papillomavirus humain oncogène (HPV)[16],[17].
- le cancer de l'ovaire est une forme de cancer affectant un ovaire. Il se développe généralement à partir du revêtement de surface des ovaires. La forme la plus fréquente est le carcinome épithélial de l'ovaire. Les formes rares, comme les tumeurs germinales de l'ovaire ou les tumeurs borderline , justifient d'une prise en charge spécifique. Le cancer de l'ovaire est en général de mauvais pronostic car découvert souvent tardivement. L'ovaire est situé dans le petit bassin et une lésion tumorale peut se développer lentement sans signes cliniques. Le traitement repose sur une chirurgie la plus complète possible associé à la chimiothérapie qui réduit le risque de récidive.
- Le cancer de l'endomètre est le cancer qui se développe à partir de l'endomètre qui est le tissu de l'utérus où se produit la nidation. Au sens strict, ce terme générique désigne l'ensemble des tumeurs malignes  (cancer) de l'endomètre. Dans l'usage, il désigne l'adénocarcinome de l'endomètre. Il ne doit pas être confondu avec le cancer du col utérin car les causes et les caractéristiques épidémiologiques de ces deux cancers sont différentes. Le cancer du col est un cancer de la femme jeune associé à une infection génitale par un virus transmis sexuellement. Le cancer de l'endomètre touche le plus souvent la femme ménopausée.

### Tumeurs
- la tumeur de l'utérus est une tumeur située sur ou dans l'utérus. Ces tumeurs  peuvent être bénignes ou malignes, toucher le col utérin ou le corps de l'utérus.
- la tumeur du stroma endométrial survient chez des femmes d’âge moyen (moyenne 45 ans), souvent révélée par des saignements utérins (métrorragies). On distingue une forme bénigne ou nodule stromal qui est bien limitée et une forme maligne infiltrante (sarcome stromal endométrial) dans laquelle on reconnaît une catégorie de faible grade avec peu de mitoses (sarcome stromal de bas grade ou myose stromale), endolymphatique et une forme de haut grade (sarcome stromal de haut grade).